# Герб Борщова
Герб Борщо́ва — офіційний символ міста Борщів, райцентру Тернопільської області, в Україні.
Сучасний герб затверджений 28 жовтня 1994 р. рішенням №16 II сесії міської ради XXII скликання.

## Опис
У лазуровому полі золотий пшеничний сніп, обвитий вишитим рушником і посаджений на шестерню. 
Щит обрамований декоративним картушем і увінчаний срібною міською короною з трьома вежками.
Сніп і шестерня мають відображати аграрно-промисловий характер міста.
За основу герба використано окремі елементи міського знаку 1929 р.

Герб польського періоду

## Герб польського періоду
Проект герба періоду Другої Речі Посполитої (1920—1939 рр.) зображував у розтятому багато разів срібним і червоним полі золотий сніп.